# Mus mattheyi
Mus mattheyi är en däggdjursart som beskrevs av Francis Petter 1969. Mus mattheyi ingår i släktet Mus och familjen råttdjur. IUCN kategoriserar arten globalt som livskraftig. Inga underarter finns listade i Catalogue of Life.
På ovansidan förekommer ockra till kastanjebrun päls som är mörkast vid ryggens topp. Det finns en tydlig gräns mot den vita pälsen på undersidan. Arten har gråa öron utan vit fläck på baksidan. Skillnaden mot Mus haussa utgörs av avvikande detaljer i kraniets konstruktion. Honor har två par spenar på bröstet och två par vid ljumsken. Vuxna exemplar är 4,5 till 6,1 cm långa (huvud och bål), har en 3,2 till 4,1 cm lång svans och väger 6 till 7 g. Bakfötterna är 1,1 till 1,4 cm långa och öronen är 0,7 till 1,0 cm stora.
Denna mus förekommer i västra Afrika från Senegal till Ghana. Den vistas i savanner och längs floder även i torrare landskap. Arten besöker även trädgårdar. Mus mattheyi äter antagligen frön och insekter.

## Bildgalleri

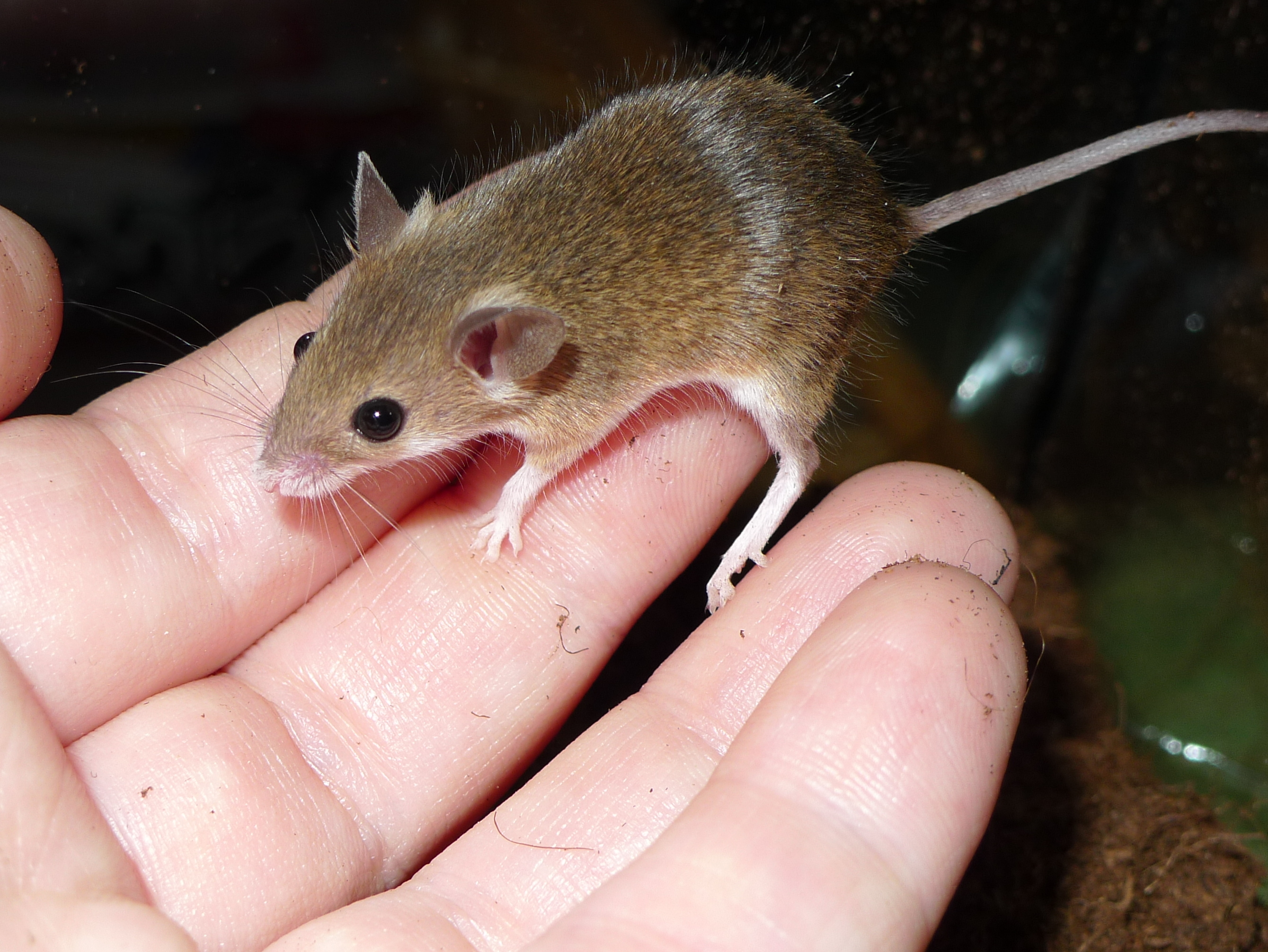